# نایف الحارثی
نایف الحارثی (عربی: نايف الحارثي؛ زادهٔ ۱۹ دسامبر ۱۹۸۳) یک ورزشکار اهل عربستان سعودی است.